# セルゲイ・スピバック
セルゲイ・スピバック（Sergey Spivak、Serghei Spivac、1995年1月24日 - ）は、モルドバの男性総合格闘家。キシナウ出身。MIRプロダクション所属。UFC世界ヘビー級ランキング8位。

## 来歴
7歳の頃から柔道、柔術、ボクシングのトレーニングを始めた。　

### 総合格闘技
2014年、プロ総合格闘技デビュー。ローカル団体で9戦9勝（4TKO・5一本）の戦績を残す。

### UFC
2019年5月4日、UFC初参戦となったUFC Fight Night: Iaquinta vs. Cowboyでウォルト・ハリスと対戦し、右フックでダウンを奪われパウンドで開始50秒のTKO負け。
2019年10月6日、UFC 243でヘビー級ランキング14位のタイ・トゥイバサと対戦し、肩固めで2Rテクニカル一本勝ち。
2021年6月19日、UFC on ESPN: The Korean Zombie vs. Igeでヘビー級ランキング15位のアレクセイ・オレイニクと対戦し、3-0の判定勝ち。
2021年9月4日、UFC Fight Night:  Brunson vs. Tillでヘビー級ランキング13位のトム・アスピナルと対戦し、右肘打ちでダウンを奪われパウンドで1RTKO負け。
2022年8月6日、UFC on ESPN: Santos vs. Hillでヘビー級ランキング14位のアウグスト・サカイと対戦し、パウンドで2RTKO勝ち。
2023年2月4日、UFC Fight Night: Lewis vs. Spivakでヘビー級ランキング7位のデリック・ルイスと対戦し、肩固めで1R一本勝ち。パフォーマンス・オブ・ザ・ナイトを受賞した。
2023年9月2日、UFC Fight Night: Gane vs. Spivakでヘビー級ランキング2位のシリル・ガーヌと対戦し、スタンドパンチ連打で2RTKO負け。
2024年8月10日、UFC on ESPN: Tybura vs. Spivac 2でヘビー級ランキング8位のマルチン・ティブラと4年ぶりに再戦し、腕ひしぎ十字固めで1R一本勝ち。リベンジに成功し、パフォーマンス・オブ・ザ・ナイトを受賞した。
2025年1月18日、UFC 311でヘビー級ランキング6位のジャイルトン・アウメイダと対戦し、パウンドで1RTKO負け。

## 戦績
| 総合格闘技 戦績 | 総合格闘技 戦績 | 総合格闘技 戦績 | 総合格闘技 戦績 | 総合格闘技 戦績 | 総合格闘技 戦績 | 総合格闘技 戦績 |
| --------------- | --------------- | --------------- | --------------- | --------------- | --------------- | --------------- |
| 23 試合         | (T)KO           | 一本            | 判定            | その他          | 引き分け        | 無効試合        |
| 17 勝           | 7               | 8               | 2               | 0               | 0               | 0               |
| 6 敗            | 4               | 0               | 2               | 0               | 0               | 0               |

| 勝敗 | 対戦相手                     | 試合結果                          | 大会名                                            | 開催年月日     |
| ×    | ワルド・コルテス＝アコスタ   | 5分3R終了 判定0-3                 | UFC 316: Dvalishvili vs. O'Malley 2               | 2025年6月7日   |
| ×    | ジャイルトン・アウメイダ     | 1R 4:53 TKO（パウンド）           | UFC 311: Makhachev vs. Moicano                    | 2025年1月18日  |
| ○    | マルチン・ティブラ           | 1R 1:44 腕ひしぎ十字固め          | UFC on ESPN 61: Tybura vs. Spivac 2               | 2024年8月10日  |
| ×    | シリル・ガーヌ               | 2R 3:44 TKO（スタンドパンチ連打） | UFC Fight Night: Gane vs. Spivak                  | 2023年9月2日   |
| ○    | デリック・ルイス             | 1R 3:05 肩固め                    | UFC Fight Night: Lewis vs. Spivak                 | 2023年2月4日   |
| ○    | アウグスト・サカイ           | 2R 3:42 TKO（パウンド）           | UFC on ESPN 40: Santos vs. Hill                   | 2022年8月6日   |
| ○    | グレッグ・ハーディ           | 1R 2:16 TKO（パウンド）           | UFC 272: Covington vs. Masvidal                   | 2022年3月5日   |
| ×    | トム・アスピナル             | 1R 2:31 TKO（右肘打ち→パウンド）  | UFC Fight Night: Brunson vs. Till                 | 2021年9月4日   |
| ○    | アレクセイ・オレイニク       | 5分3R終了 判定3-0                 | UFC on ESPN 25: The Korean Zombie vs. Ige         | 2021年6月19日  |
| ○    | ジャレッド・バンデラ         | 2R 4:32 TKO（パウンド）           | UFC Fight Night: Blaydes vs. Lewis                | 2021年2月20日  |
| ○    | カルロス・フェリペ           | 5分3R終了 判定2-0                 | UFC Fight Night: Figueiredo vs. Benavidez 2       | 2020年7月19日  |
| ×    | マルチン・ティブラ           | 5分3R終了 判定0-3                 | UFC Fight Night: Benavidez vs. Figueiredo         | 2020年8月11日  |
| ○    | タイ・トゥイバサ             | 2R 3:14 肩固め                    | UFC 243: Whittaker vs. Adesanya                   | 2019年10月6日  |
| ×    | ウォルト・ハリス             | 1R 0:50 TKO（パウンド）           | UFC Fight Night: Iaquinta vs. Cowboy              | 2019年5月4日   |
| ○    | トニー・ロペス               | 1R 4:12 ネッククランク            | WWFC 12 【WWFCヘビー級タイトルマッチ】            | 2018年9月29日  |
| ○    | イヴォ・カク                 | 1R 2:21 TKO（パウンド）           | WWFC 10 【WWFCヘビー級タイトルマッチ】            | 2018年3月24日  |
| ○    | トラビス・フルトン           | 1R 2:50 リアネイキドチョーク      | WWFC: Cage Encounter 7 【WWFCヘビー級王座決定戦】 | 2017年6月14日  |
| ○    | ルーク・モートン             | 1R 0:40 KO（スタンドパンチ連打）  | WWFC: Cage Encounter 6                            | 2017年3月29日  |
| ○    | アルテム・チェルコフ         | 1R 1:52 KO（ハイキック）          | Eagles Fighting Championship                      | 2016年2月27日  |
| ○    | ディミトリー・ミクツァ       | 2R 4:34 腕ひしぎ十字固め          | N1 Pro: MMA Nomad                                 | 2015年10月4日  |
| ○    | ユーリ・ゴルベンコ           | 1R 3:38 腕ひしぎ十字固め          | WWFC: Ukraine Selection 4                         | 2015年1月31日  |
| ○    | エフゲニー・ボワ             | 1R キムラロック                   | WWFC: Ukraine Selection 1                         | 2014年11月19日 |
| ○    | アンドレイ・セレブリアニコフ | 1R 4:31 TKO（パンチ連打）         | RFP: Galychyny Cup                                | 2014年9月28日  |

## 獲得タイトル
- WWFCヘビー級王座（2017年）

## 表彰
- UFC パフォーマンス・オブ・ザ・ナイト（2回）